# Rudy Meléndez
Rudy Miguel Meléndez Quevedo (Iriona, Colón, Honduras, 9 de septiembre de 1995) es un futbolista hondureño. Juega como mediocampista y su actual club es el Marathón de la Liga Nacional de Honduras.

## Clubes
| Club        | País     | Año       |
| ----------- | -------- | --------- |
| Real España | Honduras | 2014-2016 |
| Brasília FC | Brasil   | 2017      |
| Platense    | Honduras | 2018      |
| San Juan    | Honduras | 2018-2019 |
| Real España | Honduras | 2019-2020 |
| Marathón    | Honduras | 2020-     |